# Pöschtli
Das Pöschtli ist eine wöchentlich donnerstags erscheinende Regionalzeitung im Kanton Graubünden, die zur Südostschweiz Mediengruppe gehört. Ihr Einzugsgebiet ist das Domleschg, das Schams, das Rheinwald, das Ferreratal und das Avers. Sie hat eine WEMF-beglaubigte Auflage von 9'022 (Vj. 8'686) verkauften bzw. 9'143 (Vj. 8'805) verbreiteten Exemplaren.
Der Sitz der Redaktion befindet sich in Thusis, dem regionalen Zentrumsort.
Die Sprache der Artikel ist überwiegend Deutsch, bisweilen gibt es auch, besonders bei amtlichen Verlautbarungen, Artikel in Rätoromanisch im Dialekt Sutsilvan.